# Синие и серые
«Синие и серые» (англ. The Blue and the Gray, США, 1982) — трёхсерийный мини-сериал, приключенческая драма.
Название фильма отсылает к цветам военных мундиров, которые носили противоборствующие стороны гражданской войны в США.

## Сюжет
Приключенческая драма. События фильма происходят в период Гражданской войны в США. Главный герой принадлежит к семье средних землевладельцев на территории южных штатов. По своей натуре он — свободолюбивый человек. Вопреки желанию семьи он посвящает своё время изобразительному искусству. Будучи неплохим художником, он работает журналистом (рисунки в то время заменяли фотографии). Сцена казни Джона Брауна, выступавшего за отмену рабства в США, на которой он присутствовал как журналист, его сильно потрясла. А тут ещё и образование Конфедерации с наступающей гражданской войной. Семья главного героя принимает сторону конфедератов, что соответствует их укладу жизни. Главный герой принимает решение не участвовать в этой войне ни на одной из сторон, не брать в руки оружие, а освещать ход войны на журналистском поприще. Члены его семьи считают это предательством и почти отрекаются от него. Перед началом боевых действий он уезжает из семьи на север к двоюродным родственникам, молодые люди из числа которых (его двоюродные братья) становятся в ряды добровольцев в армию США — армию северных штатов. Главный герой понимает, что эта война разделила его семью навсегда: его братья воюют в рядах южан, а двоюродные братья — в рядах северян. Он видит, как за время этой войны погибли и члены его семьи со стороны южан, и близкие родственники со стороны северян. Пройдя все ужасы этой братоубийственной войны в качестве журналиста при армии северян, главный герой по воле судьбы оказывается в отчем доме, оказавшемся рядом с линией фронта. Он встречает там свою мать, отца и сестру, но сталкивается с необходимостью взять в руки оружие и убить мародёров из числа солдат-северян. Это нарушает его принцип нейтралитета и ставит его под угрозу суда со стороны победивших властей. Но не защитить свою семью в своём собственном доме главный герой не может, и он без колебаний принимает правильное решение. Его семья снова принимает его как своего члена.
Лейтмотивом фильма стала мысль о необходимости с уважением относиться к убеждениям других людей. В конце фильма брат главного героя — солдат Конфедерации — извинился перед главным героем за обвинения в предательстве, и семья воссоединилась.

## В ролях
- Стейси Кич
- Грегори Пек
- Кэтлин Бэллер
- Джулия Даффи
- Купер Хукаби
- Коллин Дьюхерст
- Уолтер Олкевич